# Амери (Висконсин)
Амери (енгл. Amery) град је у америчкој савезној држави Висконсин.

## Демографија
По попису из 2010. године број становника је 2.902, што је 57 (2,0%) становника више него 2000. године.
| Група             | 2000.         | 2010.         |
| Белци             | 2.769 (97,3%) | 2.788 (96,1%) |
| Афроамериканци    | 2 (0,1%)      | 4 (0,1%)      |
| Азијати           | 7 (0,2%)      | 10 (0,3%)     |
| Хиспаноамериканци | 27 (0,9%)     | 65 (2,2%)     |
| Укупно            | 2.845         | 2.902         |